# Frontera entre Àustria i Liechtenstein
La frontera entre Àustria i Liechtenstein es la frontera terrestre internacional d'uns 34 quilòmetres entre aquests dos països. Aquesta frontera va prendre forma el 1434, quan es van unir els comtats de Vaduz i de Schellenberg, formant el territori de l'actual principat de Liechtenstein. La frontera va resultar internacional en 1806 quan el principat es va convertir en estat sobirà. Des de l'entrada d'Àustria en la Unió Europea, fins a la fi de 2011, quan Liechtenstein va adherir també als acords de Schengen aquesta frontera era l'última frontera exterior d'Àustria.

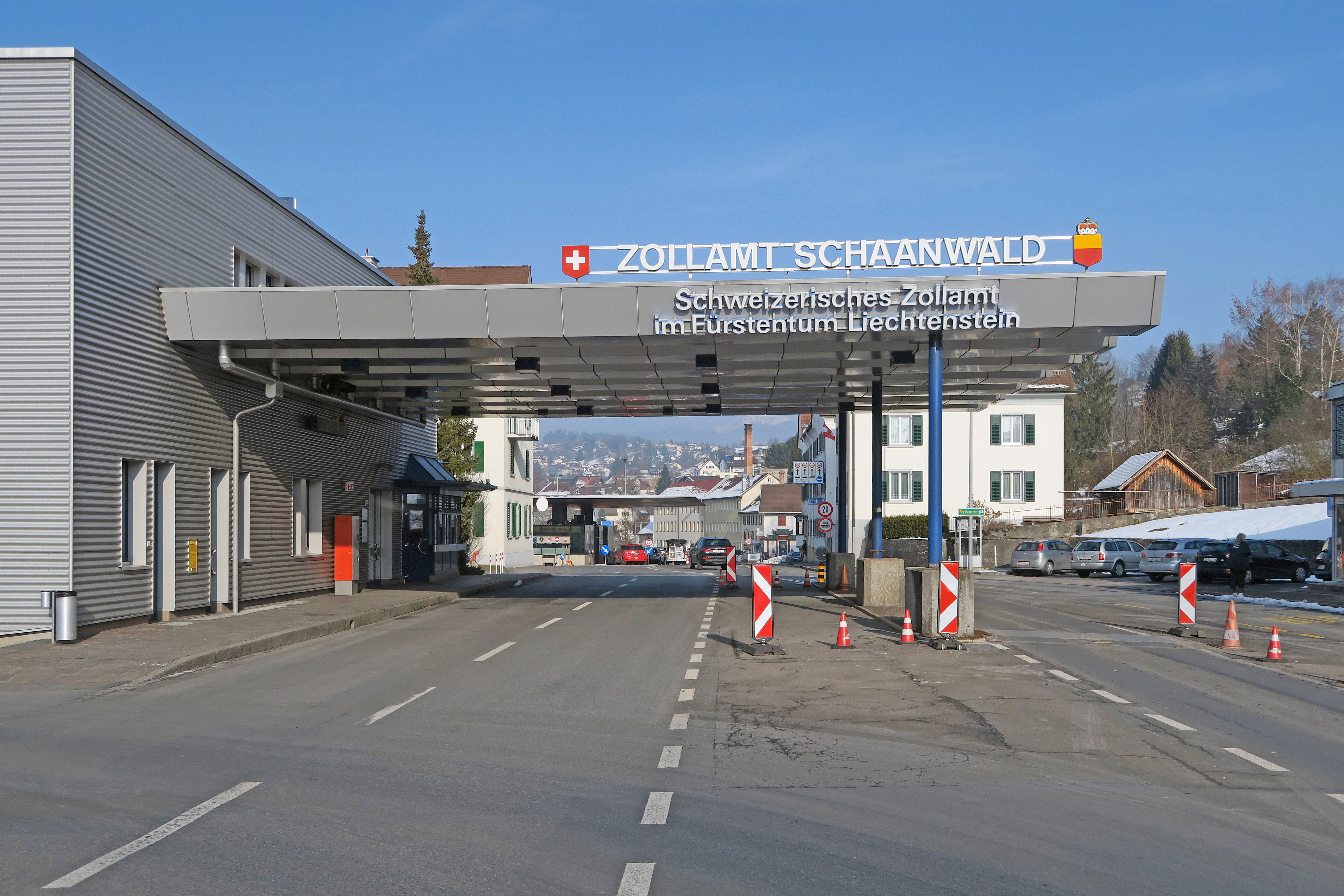
Duana suïssa a Schaanwald

## Descripció
Aquesta línia de demarcació s'estén sobre tota la part oriental de Liechtenstein, inicia al sud en una zona d'altes muntanyes del massís del Rätikon en la unió de la frontera entre Àustria i Suïssa i de la frontera entre Suïssa i Liechtenstein on pren després direcció nord, talla la vall de Samina i agafa finalment al nord la vall del Rin on es troba el trifini Àustria-Suïssa-Liechtenstein. El pas de la frontera per via carretera s'efectua al nord, ja que el sud és molt accidentat i no està travessat mes que per senderes d'alta muntanya.

## Control de fronteres
Des que Liechtenstein va integrar l'espai duaner de Suïssa el 1923, el control les guàrdies fronteres suïsses tenen al seu càrrec de vigilar la frontera. Entre 2008 quan Suïssa va reincorporar-se a l'Espai Schengen fins al 19 de desembre de 2011, la Unió Europea va exigir que Suïssa controli les fronteres exteriors del Principat. Volien evitar que Liechtenstein rellevés el paper de Suïssa com a paradís fiscal.